# Hilmar Schumann
Hilmar Schumann (* 8. November 1902 in Potsdam; † 24. Dezember 2001 in Braunschweig) war ein deutscher Geologe, Mineraloge und Petrologe.

## Leben
Hilmar Schumann, Sohn des Richard Schumann und der Erna geborene Jastram, legte am Dienstort seines Vaters Wien die Reifeprüfung ab, anschließend widmete er sich an der dortigen Universität den Studien der Geologie sowie Mineralogie, 1928 erfolgte seine Promotion zum Dr. phil. Nach Assistenzjahren habilitierte er sich 1940 als Privatdozent für das Fach Mineralogie an der Universität Göttingen, 1947 erfolgte dort seine Ernennung zum außerplanmäßigen Professor. 1954 nahm er ein Angebot für die Professur der Mineralogie und Geologie an der TH Dresden an. Schumann, der dort von 1958 bis 1960 das Dekanatamt der Fakultät für Mathematik und Naturwissenschaften innehatte, wechselte 1961 zur Privatdozentur der Mineralogie und Petrographie an die TH Braunschweig, 1963 wurde er zum ordentlichen Professor sowie zum Leiter des Mineralogisch-Petrographischen Instituts bestellt, 1968 wurde er emeritiert.
Schumann, der sich den Forschungsgebieten der Polarisationsmikroskopie, der Petrographie sowie der Sedimentpetrographie zuwandte, wurde 1964 als ordentliches Mitglied in die Braunschweigische Wissenschaftliche Gesellschaft, als Mitglied in die Deutsche Mineralogische Gesellschaft, als Ehrenmitglied 1978 in die Österreichische Mineralogische Gesellschaft sowie 1998 in den Förderverein des Mineralienkabinetts der TU Braunschweig aufgenommen. Der Urgroßneffe Robert Schumanns, der 1956 Ursula, verwitwete Dunkelberg, geborene Eysen heiratete, verstarb am 24. Dezember 2001 99-jährig in Braunschweig.

## Schriften
- Über moldanubische Paraschiefer aus dem niederösterreichischen Waldviertel zwischen Gföhler Gneis und Bittescher Gneis. (= Dissertation) Akademische Verlagsgesellschaft, 1929.
- Ein mecklenburgischer Glaukonitsandstein. mit Die Bestimmung der maximalen Doppelbrechung einachsiger Minerale in schiefen Schnitten. (Beilage) in: Chemie d. Erde. Band 13, Heft 3. Fischer, Jena 1940. (= Habilitationsschrift, Göttingen 1940)
- Einführung in die Gesteinswelt. Für Freunde und Studierende der Geographie, Geologie, Mineralogie, Baukunde und Landwirtschaft. Vandenhoeck & Ruprecht, Göttingen 1950, OCLC 256023871; 5. Auflage ebenda 1975.
- Zur Bestimmung des Brechungquotienten von nichtopaken Mineralsubstanzen mit Hilfe des Polarisationswinkels. in: Nachrichten der Akademie der Wissenschaften in Göttingen. Nr. 8.,  Vandenhoeck & Ruprecht, Göttingen 1960, OCLC 73939186.
- Grundlagen des geologischen Wissens für Techniker. Vandenhoeck & Ruprecht, Göttingen 1962, ISBN 3-525-42501-5.
- Mit Friedrich Rinne, Max Berek, Franz Kornder: Anleitung zur allgemeinen und Polarisations-Mikroskopie der Festkörper im Durchlicht. Ausgabe 3, E. Schweizerbart, Stuttgart 1973, ISBN 3-510-65040-9.